# Winterland
Winterland es un pueblo canadiense situado en la provincia de Terranova y Labrador.

## Superficie
Winterland tiene una superficie de 54,44 km².

## Demografía
En 2021, tenía 398 habitantes, una densidad poblacional de 7,3 hab./km², y 224 viviendas.